# Paso Viejo, Vega de Alatorre
Paso Viejo är en ort i Mexiko.   Den ligger i kommunen Vega de Alatorre och delstaten Veracruz, i den sydöstra delen av landet, 270 km öster om huvudstaden Mexico City. Paso Viejo ligger 10 meter över havet och antalet invånare är 125.
Terrängen runt Paso Viejo är varierad. Havet är nära Paso Viejo åt nordost. Runt Paso Viejo är det ganska tätbefolkat, med 54 invånare per kvadratkilometer. Närmaste större samhälle är Vega de Alatorre, 3,0 km väster om Paso Viejo. Omgivningarna runt Paso Viejo är en mosaik av jordbruksmark och naturlig växtlighet.